# Charles Ginner

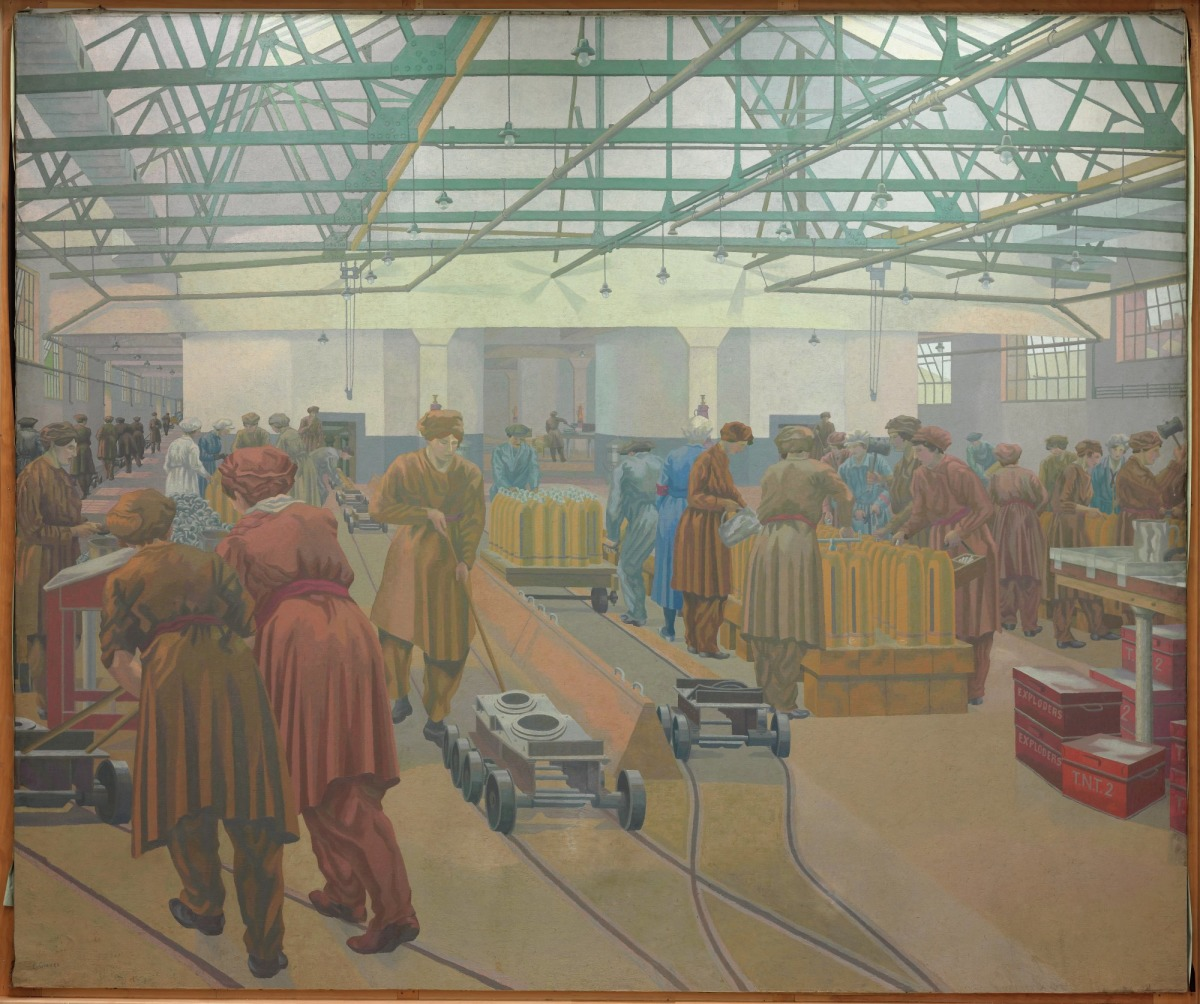
"The Blouse Factory", óleo sobre tela pintado por Charles Ginner (1878 - 1952) en 1917.

Charles Isaac Ginner (Cannes, 1878-1952) fue un pintor francés, que se estableció en Londres en 1910 y fue un miembro clave del Grupo de Camden Town, conjunto de artistas británicos postimpresionistas que se encontraban con frecuencia en el taller del pintor Walter Sickert en Camden Town. Artista oficial en la Segunda Guerra Mundial, destacó por sus pinturas de edificios en un contexto urbano, como ejemplifica su obra Plymouth Pier from The Hoe.